# Glen Wilson (squash)
Pour les articles homonymes, voir Glen Wilson et Wilson.
Glen Wilson, né le 26 mars 1971 à Upper Hutt, est un joueur professionnel de squash représentant la Nouvelle-Zélande. Il atteint  la 26e place mondiale sur le circuit international, son meilleur classement. Il est champion de Nouvelle-Zélande à trois reprises. Il obtient la médaille d'or en double mixte aux Jeux du Commonwealth 2002 avec Leilani Joyce.

## Palmarès

### Titres
- Grasshopper Cup : 1996
- Championnat de Nouvelle-Zélande : 3 titres (1990, 1991, 2003)